# Fontana di San Pancrazio
La fontana di San Pancrazio si trova sulla piazzetta omonima di Bergamo di fronte alla chiesa dedicata al santo di origine turca e riedificata nel 1450. Per la sua forma chiamata anche boccio di giacinto.

## Storia e descrizione
L'amministrazione cittadina nel 1548 commissionò la costruzione di una fontana a uso pubblico davanti alla chiesa di San Pancrazio e che servisse la vicinia omonima, la più ricca della cittadina, per la presenza di nobili famiglie e di orafi, e una nella vicinia di San Leonardo. Era questo il tempo in cui molte erano le nuove costruzioni che si elevavano sulla parte alta della città di Bergamo, grazie alla nuova ricchezza che viveva il territorio con la Serenissima, e la piazzetta aveva preso la forma quadrata grazie ai palazzi che la circondavano, era infatti racchiusa da palazzi in pietra armoniosamente edificati.
La fontana fu disegnata l'anno successivo da Leonardo Cleri, figlio del più famoso Pietro. Una scritta è posta sulla parte culminante …LLi Archit. Inventum Fu restaurata negli ultimi anni del XX secolo. . Scritte poi perdute quando furono inserite due barre di ferro necessarie alla posa dei secchi per chi faceva un uso anche domestico della fontana. I lavori furono realizzati dai lapicidi Bernardo di Agazzi e Camino de Zorzini.
La stele centrale completa di ornamenti a fogliame, sostiene un sopralzo dalla linea inflessa cinquecentesca e la vasca circolare completa di decori con raffigurazioni di mascheroni medioevali. Dalla vasca parte un'altra stele di minore misura che regge una vasca minore da dove zampilla l'acqua che si riversa nella vasca inferiore. La parte superiore risulta essere mutilata di parte dei quattro soggetti raffigurati, probabilmente le arpie, che mancanti della testa sono di difficile identificazione, ma che risultano essere unite in un corpo unico di animali allegorici. 
La base della grande vasca risulta essere in marmo di Zandobbio ma successiva di un paio di secoli alla realizzazione dell'opera. Probabilmente la composizione iniziale era in pietra di Sarnico, molto in uso sul territorio, ma soggetta a deterioramento e quindi sostituita.
La fontana in marmo di Zandobbio ha la vasca di forma quadrata a riprendere la forma stessa della piazza. La parte fu ristrutturata alla fine del XVIII secolo dopo che fu rovinata durante l'occupazione napoleonica, quando i bonapartisti avevano distrutto ogni stemma e blasone della repubblica di Venezia posto sui monumenti cittadini, come comandato dal decreto del marzo 1797. Durante questo restauro furono posti gli stemmi sulla base quadrata. Il monumento fu nuovamente restaurato nel 1931. La fontana fu oggetto di ulteriori restauri nel tempo come testimonierebbero le scritte: Refecta Anno MCMXXI, e A IX E.F. (Anno IX Era Fascista). La fontana è delimitata da quattro paracarri culminanti con una forma sferica posti negli quattro angoli.